# Liste des députés de l'Yonne
Cette page dresse la liste des députés de l'Yonne.

## Assemblée législative (1791-1792)
9 députés et 3 suppléants

### Députés
1. Pierre Laureau de Saint-André, de Guillon, vice-président du directoire du département.
2. Alexandre Marie-Davigneau, président de l'administration du département.
3. Edme Bonnerot, de Sens, membre du directoire du département.
4. Jean Anne Gréau, négociant, agriculteur, commandant de la garde nationale de Villeneuve-le-Roi.
5. Agnès Fayolle de la Marcelle, de Tonnerre, a dministrateur du département, adjoint au directoire.
6. Pierre Bernard, membre du directoire du département.
7. Jean-Baptiste Rougier de la Bergerie, de la société d'agriculture de Paris, président du district de Saint-Fargeau.
8. Antoine Malus de Montarcy, membre du directoire du département.
9. Edme Moreau, cultivateur à Compigny.

### Suppléants
1. Fernel, administrateur-adjoint au directoire du département, domicilié à Brienon-l'Archevêque.
2. Guénot, homme de loi, juge suppléant au tribunal du district d'Auxerre.
3. Turreau-Linières (Louis), membre du directoire du département, domicilié à Ravières.

## Convention nationale

### Députés
1. Nicolas Maure, épicier à Auxerre, administrateur du département. Se tue le 17 prairial an III (4 juin 1795).
2. Louis-Michel Lepeletier de Saint-Fargeau, président du département, ancien Constituant. Est tué au Palais-Royal le 20 janvier 1793 ; est remplacé par Villetard, le 25 janvier 1793.
3. Louis Turreau, administrateur du département, ancien député suppléant à la Législative.
4. Jacques Boilleau, juge de paix à Avallon. Est guillotiné le 9 brumaire an II (30 octobre 1793). Boilleau aîné appelé à prendre sa place refuse de siéger à côté des assassins de son frère qui est remplacé par Jeannest le 9 frimaire an II (29 novembre 1793).
5. Jean Précy, juge de paix d'Aillant, administrateur du département.
6. Pierre Bourbotte, administrateur du département. Est décrété d'accusation le 8 et guillotiné le 25 prairial an III (17 mai et 13 juin 1795).
7. Jean-Baptiste Hérard, vice-président du district de Sens.
8. Étienne Finot, administrateur du district de Saint-Florentin.
9. Jean Claude Chastellain, administrateur du district de Sens.

### Suppléants
1. Alexandre Edmé Pierre Villetard, membre du tribunal de commerce à Auxerre. Remplace Lepeletier de Saint-Fargeau le 25 janvier 1793.
2. Boilleau l'aîné (Jean-Pierre-Edme), administrateur du district d'Avallon. Appelé à remplacer son frère Boilleau jeune, refuse de siéger à côté des assassins de ce dernier.
3. Jeannest La Noüe l'aîné (Pierre-Edme-Nicolas), administrateur du district de Saint-Florentin, ancien Constituant. Remplace Boilleau jeune, le 9 frimaire an II (29 novembre 1793).

## Conseil des Cinq-Cents(1795-1799)
- Guillaume Guichard
- Charles Tarbé
- Charles Collet-Charmoy
- Alexandre Edmé Pierre Villetard
- Edme Charles François Leclerc
- Pierre-Edme-Nicolas Jeannest-la-Noue
- Joseph François Gau des Voves
- Jean Claude Chastellain
- Jean-Edme Boilleau
- Étienne François Housset

## Corps législatif(1800-1814)
- Edme Étienne Borne Desfourneaux
- Guillaume Guichard
- François Alexandre Ragon-Gillet
- François Robert Houdouart
- Jean Laurent Simonnet
- Charles Collet-Charmoy
- Germain-André Soufflot de Palotte
- Antoine Bernard Finot
- Jean-Edme Boilleau

## Chambre des députés des départements (1reRestauration)
- Edme Étienne Borne Desfourneaux
- Joseph Vincent Dumolard
- François Alexandre Ragon-Gillet
- Antoine Bernard Finot

## Chambre des représentants (Cent-Jours)
- Jean-Louis Paultre de La Vernée
- Pierre Andoche Febvre
- Jean-Joseph Deschamps
- Edme Étienne Borne Desfourneaux
- Joseph Vincent Dumolard
- Antoine-François Bazin
- François Ligeret de Chazey
- Jean-Baptiste Hérard

## Chambre des députés des départements (2eRestauration)

### Irelégislature(1815–1816)
- Jean-Edme Michel Auguste Raudot
- Louis Antoine Fauvelet de Bourrienne
- Edme Marie Germain Hay-Lucy
- Charles Gabriel François de Laurencin

### IIelégislature(1816-1823)
| Nom                                                                     | Circonscription                                      | Date d'élection                  | Date de fin de mandat                           | Étiquette/Parti                    |
| ----------------------------------------------------------------------- | ---------------------------------------------------- | -------------------------------- | ----------------------------------------------- | ---------------------------------- |
| Louis Antoine Fauvelet de Bourrienne (1769-1834)                        | Collège de département                               | 13 novembre 1820                 | 24 décembre 1823                                | Ultras                             |
| César Laurent de Chastellux (1780-1854)                                 | Collège de département                               | 13 novembre 1820 10 octobre 1821 | 23 décembre 1823 (Nommé à la Chambre des pairs) | Droite                             |
| Edme Marie Germain Hay-Lucy (1765-1847)                                 | Collège de département 2e arrondissement de l'Yonne  | 4 octobre 1816 1er octobre 1821  | 24 décembre 1823                                | Centre/Royalistes constitutionnels |
| Claude-Joseph-François Jacquinot de Pampelune (1771-1835)               | Collège de département 1er arrondissement de l'Yonne | 4 octobre 1816 1er octobre 1821  | 24 décembre 1823                                | Droite                             |
| Joseph-Guy-Louis-Hercule-Dominique de Tulle de Villefranche (1768-1847) | Collège de département 1er arrondissement de l'Yonne | 4 octobre 1816 1er octobre 1821  | 23 décembre 1823 (Nommé à la Chambre des pairs) | Droite                             |

### IIIelégislature(1824-1827)
- Jean-Edme Michel Auguste Raudot
- Claude-Joseph-François Jacquinot de Pampelune
- Louis Antoine Fauvelet de Bourrienne
- Charles-Louis de Gislain de Bontin
- Edme Marie Germain Hay-Lucy

### IVelégislature(1828-1830)
- Louis Jacques Thénard
- Jean-Edme Michel Auguste Raudot
- Claude-Joseph-François Jacquinot de Pampelune
- Jacques Roman (homme politique)
- Étienne Tournyol de La Rodde

### Velégislature(23 juin 1830-28 juillet 1830)
- Louis Jacques Thénard
- Jean-Edme Michel Auguste Raudot
- Antoine Chaudot
- Claude-Joseph-François Jacquinot de Pampelune
- Jacques Roman (homme politique)

## Chambre des députés (Monarchie de Juillet)

### IreLégislature (1830-1831)
| Nom                                                       | Circonscription                            | Date d'élection         | Date de fin de mandat    | Étiquette/Parti              |
| --------------------------------------------------------- | ------------------------------------------ | ----------------------- | ------------------------ | ---------------------------- |
| Antoine Chaudot (1774-1852)                               | Collège de département                     | 3 juillet 1831          | 6 juillet 1835 (Décédé)  | Droite                       |
| Claude-Joseph-François Jacquinot de Pampelune (1771-1835) | 3e collège de l'Yonne (Avallon)            | 3 juillet 1831          | 31 mai 1831              | Droite                       |
| Jean-Edme Michel Auguste Raudot (1775-1832)               | Grand collège de l'Yonne                   | 12 juillet 1830         | 31 mai 1831              | Droite                       |
| Jacques Roman (né en 1765)                                | 2e collège de l'Yonne (Auxerre)            | 3 juillet 1830          | 31 mai 1831              | Opposition constitutionnelle |
| Louis Jacques Thénard (1777-1857)                         | 1er collège de l'Yonne (Villeneuve-le-Roi) | 3 juillet 1830          | juillet 1830 (Démission) | Majorité ministérielle       |
| Louis Jacques Thénard (1777-1857)                         | 1er collège de l'Yonne (Villeneuve-le-Roi) | 21 octobre 1830 (Réélu) | 31 mai 1831              | Majorité ministérielle       |

### IIeLégislature (1831-1834)
| Nom                                     | Circonscription                  | Date d'élection                             | Date de fin de mandat | Étiquette/Parti          |
| --------------------------------------- | -------------------------------- | ------------------------------------------- | --------------------- | ------------------------ |
| Claude Bellaigue (1787-1873)            | 4e collège de l'Yonne (Sens)     | 5 juillet 1831                              | 25 mai 1834           | Centre                   |
| Alfred de Chastellux (1789-1854)        | 2e collège de l'Yonne (Avallon)  | 27 décembre 1832 (En remplacement de Finot) | 25 mai 1834           | Majorité conservatrice   |
| Auguste François Jean Finot (1782-1846) | 2e collège de l'Yonne (Avallon)  | 5 juillet 1831                              | 1832 (Démission)      | Majorité gouvernementale |
| Denis Larabit (1792-1876)               | 1er collège de l'Yonne (Auxerre) | 5 juillet 1831                              | 25 mai 1834           | Gauche                   |
| Marin Noël des Vergers (1759-1836)      | 5e collège de l'Yonne (Tonnerre) | 5 juillet 1831                              | 25 mai 1834           |                          |
| Louis Wolfgang Vérollot (1772-1868)     | 3e collège de l'Yonne (Joigny)   | 1er octobre 1831                            | 25 mai 1834           | Majorité conservatrice   |

### IIIeLégislature (1834-1837)
| Nom                                                       | Circonscription                  | Date d'élection                                       | Date de fin de mandat   | Étiquette/Parti        |
| --------------------------------------------------------- | -------------------------------- | ----------------------------------------------------- | ----------------------- | ---------------------- |
| Alfred de Chastellux (1789-1854)                          | 2e collège de l'Yonne (Avallon)  | 21 juin 1834                                          | 3 octobre 1837          | Majorité conservatrice |
| Louis Marie de Lahaye de Cormenin (1788-1868)             | 3e collège de l'Yonne (Joigny)   | 21 juin 1834                                          | 3 octobre 1837          | Extrême gauche         |
| Claude-Joseph-François Jacquinot de Pampelune (1771-1835) | 5e collège de l'Yonne (Tonnerre) | 21 juin 1834                                          | 6 juillet 1835 (Décédé) | Droite                 |
| Denis Larabit (1792-1876)                                 | 1er collège de l'Yonne (Auxerre) | 21 juin 1834                                          | 3 octobre 1837          | Gauche                 |
| Jean-Baptiste Edme Rétif (1790-1878)                      | 5e collège de l'Yonne (Tonnerre) | 14 août 1835 (En remplacement de Jacquinot-Pampelune) | 3 octobre 1837          | Tiers-Parti            |
| Julien-Marin-Paul Vuitry (1786-1879)                      | 4e collège de l'Yonne (Sens)     | 21 juin 1834                                          | 3 octobre 1837          | Majorité ministérielle |

### IVeLégislature (1837-1839)
| Nom                                                   | Circonscription                  | Date d'élection | Date de fin de mandat | Étiquette/Parti        |
| ----------------------------------------------------- | -------------------------------- | --------------- | --------------------- | ---------------------- |
| Guillaume Marc Antoine Marguerite Baumes (né en 1786) | 5e collège de l'Yonne (Tonnerre) | 4 novembre 1837 | 2 février 1839        | Majorité conservatrice |
| Alfred de Chastellux (1789-1854)                      | 2e collège de l'Yonne (Avallon)  | 4 novembre 1837 | 2 février 1839        | Majorité conservatrice |
| Louis Marie de Lahaye de Cormenin (1788-1868)         | 3e collège de l'Yonne (Joigny)   | 4 novembre 1837 | 2 février 1839        | Extrême gauche         |
| Denis Larabit (1792-1876)                             | 1er collège de l'Yonne (Auxerre) | 4 novembre 1837 | 2 février 1839        | Gauche                 |
| Julien-Marin-Paul Vuitry (1786-1879)                  | 4e collège de l'Yonne (Sens)     | 4 novembre 1837 | 2 février 1839        | Majorité ministérielle |

### VeLégislature (1839-1842)
| Nom                                                   | Circonscription                  | Date d'élection | Date de fin de mandat | Étiquette/Parti        |
| ----------------------------------------------------- | -------------------------------- | --------------- | --------------------- | ---------------------- |
| Guillaume Marc Antoine Marguerite Baumes (né en 1786) | 5e collège de l'Yonne (Tonnerre) | 2 mars 1839     | 12 juin 1842          | Majorité conservatrice |
| Alfred de Chastellux (1789-1854)                      | 2e collège de l'Yonne (Avallon)  | 2 mars 1839     | 12 juin 1842          | Majorité conservatrice |
| Louis Marie de Lahaye de Cormenin (1788-1868)         | 3e collège de l'Yonne (Joigny)   | 2 mars 1839     | 12 juin 1842          | Extrême gauche         |
| Denis Larabit (1792-1876)                             | 1er collège de l'Yonne (Auxerre) | 2 mars 1839     | 12 juin 1842          | Gauche                 |
| Julien-Marin-Paul Vuitry (1786-1879)                  | 4e collège de l'Yonne (Sens)     | 2 mars 1839     | 12 juin 1842          | Majorité ministérielle |

### VIeLégislature (1842-1846)
| Nom                                                   | Circonscription                  | Date d'élection                         | Date de fin de mandat    | Étiquette/Parti          |
| ----------------------------------------------------- | -------------------------------- | --------------------------------------- | ------------------------ | ------------------------ |
| Guillaume Marc Antoine Marguerite Baumes (né en 1786) | 5e collège de l'Yonne (Tonnerre) | 9 juillet 1842                          | 6 juillet 1846           | Majorité conservatrice   |
| Louis Marie de Lahaye de Cormenin (1788-1868)         | 3e collège de l'Yonne (Joigny)   | 9 juillet 1842                          | 6 juillet 1846           | Extrême gauche           |
| Simon Philippe Dupin (1795-1846)                      | 2e collège de l'Yonne (Avallon)  | 9 juillet 1842                          | 14 février 1846 (Décédé) | Majorité gouvernementale |
| François Garnier (1793-1870)                          | 2e collège de l'Yonne (Avallon)  | 21 mars 1846 (En remplacement de Dupin) | 6 juillet 1846           | Centre                   |
| Denis Larabit (1792-1876)                             | 1er collège de l'Yonne (Auxerre) | 9 juillet 1842                          | 6 juillet 1846           | Gauche                   |
| Julien-Marin-Paul Vuitry (1786-1879)                  | 4e collège de l'Yonne (Sens)     | 9 juillet 1842                          | 6 juillet 1846           | Majorité ministérielle   |

### VIIeLégislature (1846-1848)
| Nom                                         | Circonscription                  | Date d'élection | Date de fin de mandat | Étiquette/Parti        |
| ------------------------------------------- | -------------------------------- | --------------- | --------------------- | ---------------------- |
| François Garnier (1793-1870)                | 2e collège de l'Yonne (Avallon)  | 1er août 1846   | 24 février 1848       | Centre                 |
| Adrien Joseph Gislain de Bontin (1804-1882) | 3e collège de l'Yonne (Joigny)   | 1er août 1846   | 24 février 1848       | Majorité conservatrice |
| Jean Augustin Jacques-Palotte (1801-1884)   | 5e collège de l'Yonne (Tonnerre) | 1er août 1846   | 24 février 1848       | Tiers parti            |
| Denis Larabit (1792-1876)                   | 1er collège de l'Yonne (Auxerre) | 1er août 1846   | 24 février 1848       | Gauche                 |
| Julien-Marin-Paul Vuitry (1786-1879)        | 4e collège de l'Yonne (Sens)     | 1er août 1846   | 24 février 1848       | Majorité ministérielle |

## IIeRépublique
Élections au suffrage universel masculin à partir de 1848

### Assemblée nationale constituante (1848-1849)
- Charles Rathier
- Germain Rampont
- Édouard Charton
- Victor Guichard
- Claude-Marie Raudot
- Achille Tenaille de Vaulabelle
- Edme Carreau
- Théophile Robert
- Denis Larabit

### Assemblée nationale législative (1849-1851)
- Louis Frémy
- Pierre-François Savatier-Laroche
- Eugène Lecomte
- Claude-Marie Raudot
- Théophile Robert, décédé, remplacé par Antoine Bonaparte
- Laurent Bertrand
- Denis Larabit
- Ovide Gabriel Roussel

## Second Empire

### Irelégislature (1852-1857)
- Eugène Lecomte
- Laurent Bertrand
- Denis Larabit nommé sénateur en 1853, remplacé par Rodolphe d'Ornano

### IIelégislature (1857-1863)
- Rodolphe d'Ornano
- Léopold Javal
- Eugène Lecomte

### IIIelégislature (1863-1869)
- Rodolphe d'Ornano, mort en 1865, remplacé par Louis Frémy
- Léopold Javal
- Eugène Lecomte

### IVelégislature (1869-1870)
- Léopold Javal
- Eugène Lecomte
- Germain Rampont

## Assemblée nationale(1871-1876)
| Nom                                      | Date d'élection complémentaireRaison   | Date de fin de mandat anticipéeRaison      | Étiquette/Parti     |
| ---------------------------------------- | -------------------------------------- | ------------------------------------------ | ------------------- |
| Paul Bert (1833-1886)                    | 9 juin 1872 (En remplacement de Javal) |                                            | Extrême gauche      |
| Édouard Thomas Charton (1807-1890)       |                                        |                                            | Gauche républicaine |
| Victor Guichard (1803-1884)              |                                        |                                            | Gauche républicaine |
| Léopold Javal (1804-1872)                |                                        | 28 mars 1872 (Décédé)                      | Centre gauche       |
| Edme Charles Philippe Lepère (1823-1885) |                                        |                                            | Union républicaine  |
| Germain Rampont-Léchin (1809-1888)       |                                        | 15 décembre 1875 (Élu sénateur inamovible) | Gauche républicaine |
| Jules Rathier (1828-1887)                |                                        |                                            | Union républicaine  |
| Claude-Marie Raudot (1801-1879)          |                                        |                                            | Union des Droites   |

## IIIeRépublique

### Iere législature (1876 - 1877)
- Paul Bert
- Charles Lepère
- Étienne Henri Garnier
- Alexandre Dethou
- Auguste Martenot
- Victor Guichard

### IIe législature (1877 - 1881)
- Paul Bert
- Jules Rathier
- Jules Mathé
- Charles Lepère
- Alexandre Dethou
- Victor Guichard

### IIIe législature (1881 - 1885)
- Paul Bert
- Victor Guichard, mort en 1884, remplacé par Émile Javal
- Jules Rathier
- Jules Mathé, mort en 1884 remplacé par Étienne Henri Garnier
- Charles Lepère
- Alexandre Dethou

### IVe législature (1885 - 1889)
- Jules Rathier, mort en 1887, remplacé par Henri Hervieu
- Paul Bert, mort en 1886, remplacé par René Laffon
- Émile Javal
- Henri Bonnerot, mort en 1886, remplacé par Pierre Duguiot
- Alexandre Dethou
- Jules Houdaille

### Ve législature (1889 - 1893)
- Sens : Paul Bezine, Radical
- Tonnerre : Jean Rathier, Républicain
- Auxerre-1 : René Laffon,  Républicain radical, mort en 1891, remplacé par Paul Doumer, Radical
- Avallon : Étienne Henri Garnier, Bonapartiste : élection invalidée en 1890, remplacé par Henri Hervieu, Républicain
- Auxerre-2 : Pierre Merlou, Radical
- Joigny : Alexandre Dethou, Républicain radical, élu sénateur en 1892, remplacé par Henri Loup, Radical

Source : journal Le Temps du 24 septembre et du 8 octobre 1889 sur Gallica,.

### VIe législature (1893 - 1898)
- Sens : Paul Bezine, Radical, élu sénateur en 1896, remplacé par Lucien Cornet, Radical socialiste
- Tonnerre : Jean Rathier, Radical, mort en 1895, remplacé par Eugène Villejean,  Radical  socialiste
- Auxerre-1 : Paul Doumer,  Radical, démissionne en 1896, remplacé par Jean-Bienvenu Martin,  Radical
- Avallon : Étienne Flandin, Républicain
- Auxerre-2 : Pierre Merlou, Radical
- Joigny : Henri Loup, Radical

Source : journal Le Temps du 22 août et du 5 septembre 1893 sur Gallica,.

### VIIe législature (1898 - 1902)
- Sens : Lucien Cornet,  Radical socialiste
- Auxerre-1 : Jean-Bienvenu Martin, Radical
- Tonnerre : Eugène Villejean, Radical socialiste
- Auxerre-2 : Pierre Merlou, Radical socialiste
- Joigny : Henri Loup, Radical
- Avallon : Albert Gallot, Radical

Source : journal Le Temps du 10 mai et du 24 mai 1898 sur Gallica,.

### VIIIe législature (1902 - 1906)
- Sens : Lucien Cornet, Radical socialiste
- Auxerre-1 : Jean-Bienvenu Martin, Radical,  élu sénateur en 1905, remplacé par Félix Milliaux, Radical socialiste
- Avallon : Étienne Flandin, Républicain
- Tonnerre : Eugène Villejean, Radical socialiste
- Auxerre-2 : Pierre Merlou, Radical socialiste
- Joigny : Henri Loup, Radical socialiste

Source : journal Le Temps du 29 avril et du 13 mai 1902 sur Gallica,.

### IXe législature (1906 - 1910)
- Sens : Lucien Cornet, Radical socialiste, élu sénateur en 1909, remplacé par Jean Javal, Radical socialiste, élu le 7 mars 1909
- Auxerre-1 : Félix Milliaux, Radical socialiste
- Auxerre-2 : Marcel Ribière, Radical socialiste
- Avallon : Étienne Flandin, Union républicaine,  élu sénateur en 1909 remplacé par Albert Gallot, Radical socialiste, élu le 30 mai 1909
- Tonnerre : Eugène Villejean, Radical socialiste
- Joigny : Henri Loup, Radical socialiste

Sources : Journal Le Temps du 6 et du 22 mai 1906 sur Gallica - ,.

### Xe législature (1910 - 1914)
- Tonnerre : François Charles Perreau-Pradier, Républicain radical, mort le 4 février 1912, remplacé par son fils Pierre Perreau-Pradier, Gauche radicale, élu le 24 mars 1912
- Sens : Jean Javal, Radical socialiste
- Auxerre-1 : Félix Milliaux, Radical socialiste
- Auxerre-2 : Marcel Ribière, Radical socialiste, élu sénateur en 1913, non remplacé
- Joigny : Henri Loup, Radical socialiste
- Avallon : Albert Gallot, Radical socialiste

Sources : Journal Le Temps du 24 avril et du 8 mai 1910 sur Gallica - ,.

### XIe législature (1914 - 1919)
- Avallon : Pierre-Étienne Flandin, Union républicaine radicale et socialiste
- Tonnerre : Pierre Perreau-Pradier, Gauche radicale
- Sens : Aristide Jobert, SFIO (exclu en 1919, candidat Radical aux élections législatives de 1919)
- Auxerre : Félix Milliaux, Gauche radicale
- Joigny : Henri Loup, Radical socialiste

Sources : Journal Le Temps du 28 avril et du 12 mai 1914 sur Gallica - ,.

### XIIe législature (1919 - 1924)
Les élections législatives de 1919 furent organisées au scrutin proportionnel de liste. Elles marquèrent au niveau national la victoire du "Bloc national" de centre-droit.
Liste d'Union républicaine démocratique et sociale
- Étienne Regnier, Gauche républicaine démocratique, Conseiller général, maire de Jouy
- Félix Milliaux, Gauche républicaine démocratique, Conseiller général, maire d'Auxerre
- Pierre Perreau-Pradier, Gauche républicaine démocratique
- Paul Mayaud, Gauche républicaine démocratique, Conseiller général, maire de Villeneuve-sur-Yonne
- Pierre-Étienne Flandin, Gauche républicaine démocratique

Source : Barodet, sur le site de l'Assemblée Nationale - https://bibnum.sciencespo.fr/s/catalogue/ark:/46513/sc16m2kz#?c=&m=&s=&cv=

### XIIIe législature (1924 - 1928)
Les élections législatives de 1924 furent organisées au scrutin proportionnel de liste. Elles marquèrent au niveau national national la victoire du "Cartel des gauches".
Liste d'Union républicaine démocratique et sociale
- Pierre-Étienne Flandin, Gauche républicaine démocratique
- Étienne Regnier, Gauche républicaine démocratique
- Pierre Perreau-Pradier, Gauche républicaine démocratique

Liste du Cartel des Gauches
- Georges Boully, Républicain socialiste et socialiste français

Source : Barodet sur le site de l'Assemblée Nationale - https://bibnum.sciencespo.fr/s/catalogue/ark:/46513/sc16m1m0#?c=&m=&s=&cv=

### XIVe législature (1928 - 1932)
Les élections législatives furent au scrutin d'arrondissement majoritaire à deux tours de 1928 à 1936.
- Auxerre / Avallon (1) : Jean-Michel Renaitour, Indépendant de Gauche, maire d'Auxerre de 1929 à 1941
- Auxerre / Avallon (2) : Pierre-Étienne Flandin, Républicain de Gauche (modéré)
- Joigny / Tonnerre (2) : Pierre Perreau-Pradier, Républicain de Gauche (modéré)
- Sens : Louis Marteau, Républicain de Gauche (modéré)
- Joigny / Tonnerre (1) : Lucien Roche, Indépendant de Gauche

Source : Élections législatives 22-29 avril 1928 de Georges Lachapelle - https://gallica.bnf.fr/ark:/12148/bpt6k320439r.texteImage#

### XVe législature (1932 - 1936)
- Auxerre - Avallon (1) : Jean-Michel Renaitour, Gauche indépendante (Socialiste indépendant)
- Auxerre - Avallon (2) : Pierre-Étienne Flandin, Ministre des Finances, Républicains de gauche
- Joigny - Tonnerre (2) : Pierre Perreau-Pradier, Républicains de gauche
- Sens : Georges Boully, Parti socialiste français, élu Sénateur en 1936, non remplacé
- Joigny - Tonnerre (1) : Maxence Roldes, SFIO

### XVIe législature (1936 - 1940)
- Paul Campargue
- Jean-Michel Renaitour
- Pierre-Étienne Flandin
- Pierre Perreau-Pradier
- Maxence Roldes

## Gouvernement provisoire de la République Française

### Première assemblée constituante (1945-46)
Prosper Môquet (PCF)
Gérard Vée (SFIO)
Georges Schiever (PRL)
Jean Moreau (PRL)

### Seconde assemblée constituante (1946)
Prosper Môquet (PCF)
Gérard Vée (SFIO)
Georges Schiever (PRL)
Jean Moreau (PRL)

## Quatrième République

### Première législature (1946-1951)
Prosper Môquet (PCF)
Gérard Vée (SFIO)
Jean Moreau (RI)
Jean Chamant (RI)

### Deuxième législature (1951-1956)
Jean Moreau (RI)
Jean Chamant (RI)
Victor Guichard (RI)
Léon Noël (RPF)

### Troisième législature (1956-1958)
- Jean Cordillot (PCF)
- Jacques Piette (SFIO)
- Jean Lamale (UDCA) : élection invalidée le 30 mai 1956, remplacé par Jean Chamant (IPAS)
- Jean Moreau (IPAS)

## Cinquième République[15]

### Irelégislature(1958-1962)
| Circonscription     | Identité                              | Parti   | Suppléant                                        |
| ------------------- | ------------------------------------- | ------- | ------------------------------------------------ |
| 1re circonscription | M. René Walter (décédé le 05/01/1960) | UNR     | André Laffin (DVD) (du 07/01/1960 au 09/10/1962) |
| 2e circonscription  | M. Jean Chamant                       | CNI     | Georges Barillon                                 |
| 3e circonscription  | M. Gaston Perrot                      | app.UNR | Jean-Baptiste Vastra                             |

### IIelégislature(1962-1967)
| Circonscription     | Identité             | Parti   | Suppléant        |
| ------------------- | -------------------- | ------- | ---------------- |
| 1re circonscription | M. Pierre Lemarchand | UNR-UDT | Maurice Barbe    |
| 2e circonscription  | M. Jean Chamant      | RI      | Georges Barillon |
| 3e circonscription  | M. Gaston Perrot     | UNR-UDT |                  |

### IIIelégislature(1967-1968)
| Circonscription     | Identité           | Parti    | Suppléant                                      |
| ------------------- | ------------------ | -------- | ---------------------------------------------- |
| 1re circonscription | M. Louis Périllier | FGDS-CIR | Gérard Vée                                     |
| 2e circonscription  | M. Jean Chamant    | RI       | Georges Barillon (du 08/05/1967 au 30/05/1968) |
| 3e circonscription  | M. Gaston Perrot   | UNR-UDT  | Jean-Henri Grandjean                           |

### IVelégislature(1968-1973)
| Circonscription     | Identité               | Parti | Suppléant                                      |
| ------------------- | ---------------------- | ----- | ---------------------------------------------- |
| 1re circonscription | M. Jean-Pierre Soisson | RI    | Louis-René Aubin                               |
| 2e circonscription  | M. Jean Chamant        | RI    | Georges Barillon (du 13/05/1968 au 01/04/1973) |
| 3e circonscription  | M. Gaston Perrot       | UDR   | Jean-Henri Grandjean                           |

### Velégislature(1973-1978)
| Circonscription     | Identité               | Parti | Suppléant        |
| ------------------- | ---------------------- | ----- | ---------------- |
| 1re circonscription | M. Jean-Pierre Soisson | RI    | Marc Masson      |
| 2e circonscription  | M. Jean Chamant        | RI    | Georges Barillon |
| 3e circonscription  | M. Jacques Piot        | UDR   | André Mercier    |

### VIelégislature(1978-1981)
| Circonscription     | Identité                               | Parti            | Suppléant                              |
| ------------------- | -------------------------------------- | ---------------- | -------------------------------------- |
| 1re circonscription | M. Jean-Pierre Soisson                 | UDF              | Marc Masson                            |
| 2e circonscription  | M. Michel Delprat                      | CNIP Non-inscrit | Léon Laurent                           |
| 3e circonscription  | M. Jacques Piot (décédé le 02/09/1980) | UDR              | André Mercier (à partir du 03/09/1980) |

### VIIelégislature(1981-1986)
| Circonscription     | Identité               | Parti | Suppléant       |
| ------------------- | ---------------------- | ----- | --------------- |
| 1re circonscription | M. Jean-Pierre Soisson | UDF   | Serge Franchis  |
| 2e circonscription  | M. Léo Grézard         | PS    | Marcel Poux     |
| 3e circonscription  | M. Roger Lassale       | PS    | Claude Josselin |

### VIIIelégislature(1986-1988)
| Circonscription | Identité               | Parti | Suppléant        |
| --------------- | ---------------------- | ----- | ---------------- |
| -               | M. Jean-Pierre Soisson | UDF   | pas de suppléant |
| -               | M. Henri Nallet        | PS    | pas de suppléant |
| -               | M. Philippe Auberger   | RPR   | pas de suppléant |

### IXelégislature(1988-1993)
| Circonscription     | Identité               | Parti           | Suppléant                                        |
| ------------------- | ---------------------- | --------------- | ------------------------------------------------ |
| 1re circonscription | M. Jean-Pierre Soisson | DVD Non-inscrit | Serge Franchis                                   |
| 2e circonscription  | M. Henri Nallet        | PS              | Léo Grézard (député du 20/07/1988 au 01/04/1993) |
| 3e circonscription  | M. Philippe Auberger   | RPR             | Monique Loiseau                                  |

### Xelégislature(1993-1997)
| Circonscription     | Identité               | Parti  | Suppléant      |
| ------------------- | ---------------------- | ------ | -------------- |
| 1re circonscription | M. Jean-Pierre Soisson | MDR-RL | Serge Franchis |
| 2e circonscription  | M. Yves Van Haecke     | RPR    | Albert Masson  |
| 3e circonscription  | M. Philippe Auberger   | RPR    | Philippe Serré |

### XIelégislature(1997-2002)
| Circonscription     | Identité               | Parti       | Suppléant             |
| ------------------- | ---------------------- | ----------- | --------------------- |
| 1re circonscription | M. Jean-Pierre Soisson | DVD app.UDF | Jean-Louis Hussonnois |
| 2e circonscription  | M. Henri Nallet        | PS          | Jean-Yves Caullet     |
| 3e circonscription  | M. Philippe Auberger   | RPR         | Jean-Paul Séveyrat    |

### XIIelégislature(2002-2007)
| Circonscription     | Identité                                   | Parti | Suppléant         |
| ------------------- | ------------------------------------------ | ----- | ----------------- |
| 1re circonscription | M. Jean-Pierre Soisson                     | UMP   | Guillaume Larrivé |
| 2e circonscription  | M. Jean-Marie Rolland                      | UMP   | François Boucher  |
| 3e circonscription  | M. Philippe Auberger (jusqu'au 01/03/2007) | UMP   | Jean-Claude Leroy |

### XIIIelégislature(2007-2012)
| Circonscription     | Identité               | Parti | Suppléant        |
| ------------------- | ---------------------- | ----- | ---------------- |
| 1re circonscription | M. Jean-Pierre Soisson | UMP   | Alain Drouhin    |
| 2e circonscription  | M. Jean-Marie Rolland  | UMP   | François Boucher |
| 3e circonscription  | Mme Marie-Louise Fort  | UMP   | Julien Ortega    |

### XIVelégislature(2012-2017)
| Circonscription     | Identité              | Parti | Suppléant          |
| ------------------- | --------------------- | ----- | ------------------ |
| 1re circonscription | M. Guillaume Larrivé  | LR    | Michèle Bourhis    |
| 2e circonscription  | M. Jean-Yves Caullet  | PS    | Madeleine Raillard |
| 3e circonscription  | Mme Marie-Louise Fort | LR    | Jean Marchand      |

### XVelégislature(2017-2022)
| Circonscription     | Identité             | Parti        | Suppléant              |
| ------------------- | -------------------- | ------------ | ---------------------- |
| 1re circonscription | M. Guillaume Larrivé | LR           | Maryline Saint-Antonin |
| 2e circonscription  | M. André Villiers    | UDI          | Yves Delot             |
| 3e circonscription  | Mme Michèle Crouzet  | LREM puis NI | Yannick Villain        |

### XVIelégislature(2022-2024)
| Circonscription     | Identité          | Parti    | Suppléant       |
| ------------------- | ----------------- | -------- | --------------- |
| 1re circonscription | M. Daniel Grenon  | RN       | Pascal Blaise   |
| 2e circonscription  | M. André Villiers | Horizons | Dorothée Moreau |
| 3e circonscription  | M. Julien Odoul   | RN       | Annick Vilbois  |

### XVIIelégislature(2024-2029)
| Circonscription     | Identité                | Parti       | Suppléant         |
| ------------------- | ----------------------- | ----------- | ----------------- |
| 1re circonscription | M. Daniel Grenon        | NI-EXD      | Jean-Marc Ponelle |
| 2e circonscription  | Mme Sophie-Laurence Roy | UDR puis RN | Paul Nonat        |
| 3e circonscription  | M. Julien Odoul         | RN          | Ludovic Massard   |